# NGC 3508
NGC 3508 est une galaxie spirale située dans la constellation de la Coupe. NGC 3508 a été découverte par l'astronome germano-britannique William Herschel en 1785. Cette galaxie a aussi été observée par l'astronome britannique John Herschel le 7 mai 1836 et elle a été inscrite au catalogue NGC sous la désignation NGC 3505. L'astronome américain Lewis Swift a aussi observé cette galaxie le 14 janvier 1898 et cette observation a été inscrite à l'Index Catalogue sous la désignation IC 2622.

## Caractéristiques

### Distance
Sa vitesse par rapport au fond diffus cosmologique est de 4 265 ± 28 km/s, ce qui correspond à une distance de Hubble de 62,9 ± 4,4 Mpc (∼205 millions d'al).

### Luminosité dans l'infrarouge
La classe de luminosité de NGC 3508 est II et elle présente une large raie HI. Elle renferme également des régions d'hydrogène ionisé. La luminosité de la galaxie NGC 3508 dans l'infrarouge lointain (de 40 à 400 µm)  est égale à 5,75 × 1010 {\displaystyle L_{\odot }} (1010,76{\displaystyle L_{\odot }}) et sa luminosité totale dans l'infrarouge (de 8 à 1 000 µm) est de 7,94 × 1010 {\displaystyle L_{\odot }} (1010,90{\displaystyle L_{\odot }}).